# Рипли (Западная Виргиния)
Ри́пли (англ. Ripley) — город в штате Западная Виргиния, США. Он является административным центром округа Джэксон. В 2010 году в городе проживало 3252 человека.

## Географическое положение
Рипли находится на западе штата Западная Виргиния и является административным центром округа Джэксон. Он расположен на реке Биг-Милл-Крик на пересечении государственной дороги 33 и I-77. По данным Бюро переписи населения США город Рипли имеет общую площадь в 8,50 квадратного километра, из которых 8,21 кв. километра занимает земля и 0,28 кв. километра — вода.

## История

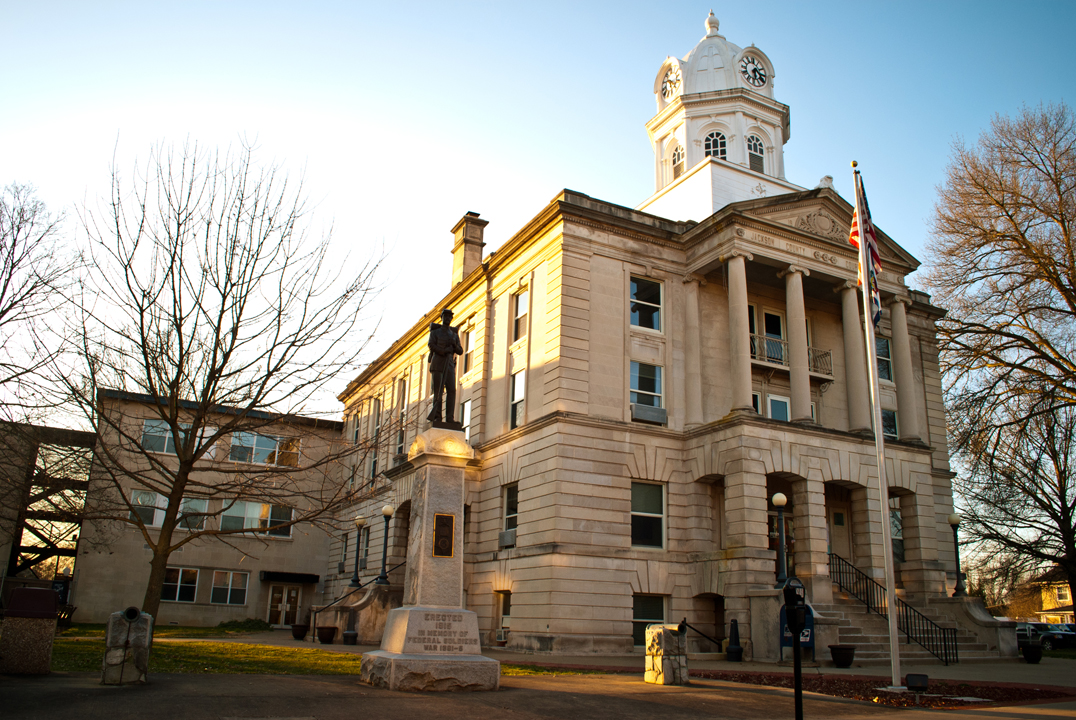
Окружной суд в Рипли

Рипли первоначально был во владении семьи Роджерсов. Около 1803 года земля была продана Джейкобу и Энн Старчер. К 1824 году Старчеры построили мельницу, и к 1830 году начали город, назвав его в честь Гарри Рипли, молодого министра, который незадолго до этого утонул в Биг-Милл-Крик. В 1883 году в городе были отели, кузницы, магазины, кожевенный завод, шерстяные мельницы, работали плотники, 2 доктора и юрист. Референдум 1886 года подтвердили расположение окружного центра в Рипли. Первая школа открылась в 1863 году, первая высшая школа в 1913 году. Первый почтовый офис в Рипли открылся в 1832 году, в 1864 году начала издаваться газета «Джэксонский демократ».

## Население
По данным переписи 2010 года население Рипли составляло 3252 человека (из них 44,6 % мужчин и 55,4 % женщин), 1476 домашних хозяйств и 854 семей. Расовый состав: белые — 98,2 %, афроамериканцы — 0,2 % и представители двух и более рас — 0,9 %.
Из 1476 домашних хозяйств 42,8 % представляли собой совместно проживающие супружеские пары (14,4 % с детьми младше 18 лет), в 11,8 % семей женщины проживали без мужей, в 3,3 % семей мужчины проживали без жён, 42,1 % не имели семьи. В среднем домашнее хозяйство ведут 2,12 человека, а средний размер семьи — 2,81 человека.
Население города по возрастному диапазону по данным переписи 2010 года распределилось следующим образом: 80,3 % — жители младше 18 лет, 2,8 % — между 18 и 21 годами, 52,5 % — от 21 до 65 лет и 25,0 % — в возрасте 65 лет и старше. Средний возраст населения — 46,1 года.
В 2014 году медианный доход на семью оценивался в 38 185 $, на домашнее хозяйство — в 30 702 $. Доход на душу населения — 22 035 $.
Динамика численности населения:
|  |